# Пациенты (фильм, 2016)
«Пациенты» (фр. Patients) — французский трагикомедийный фильм 2017 года, поставленный Мехди Идиром и Гран Кор Малядом по его автобиографическим романам. Лента была номинирована в 4-х категориях на получение французской национальной кинопремии «Сезар» 2018 года.

## Сюжет
После серьёзной травмы, полученной в бассейне, Бен теперь частично парализован и прибывает в реабилитационный центр. Там он знакомится с другими людьми с ограниченными возможностями, жертвами дорожно-транспортных происшествий, а также инвалидами с раннего детства. Между бессилием, отчаянием и покорностью, в ежедневной борьбе, чтобы снова научиться двигать пальцем или держать вилку, некоторые из пациентов понемногу обретают возможность двигаться, в то время как другие получают приговор пожизненной инвалидности. Несмотря ни на что, надежда и дружба помогают им перенести все трудности.

## В ролях
- Пабло Поли — Бен
- Янник Ренье — Франсуа, физиотерапевт
- Доминик Блан — доктор Шаллес, директор центра
- Корантен Фила — один из баскетболистов